# Marie das Neves Portugalská
Infantka Maria das Neves Portugalská (celým jménem: Maria das Neves Isabel Eulália Carlota Adelaide Micaela Gabriela Rafaela Gonzaga de Paula de Assis Inès Sofia Romana; 5. srpna 1852, Kleinheubach – 14. února 1941, Vídeň) byla nejstarší dítě a dcera krále Michala I. Portugalského a jeho manželky Adelaidy z Löwenstein-Wertheim-Rosenbergu.

## Život
Byla členkou portugalské královské dynastie Braganzů, narodila se však v bavorském Kleinheubachu, neboť její rodina zde pobývala v exilu.

### Manželství
Dne 26. dubna 1871 se v Kleinheubachu vdala za Alfonse Karla, vévodu ze San Jaime, druhého syna Jana, hraběte z Montizónu a jeho manželky arcivévodkyně Marie Beatrix Rakouské-Este. Tímto sňatkem s dědicem španělského trůnu se stala titulární královnou chotí Španělska, Francie a Navarry.
Roku 1874 se jim narodil syn, který však zemřel několik hodin po narození. Další děti již neměli.
Infantka Marie zemřela 14. února 1941 ve věku 88 let ve Vídni.

## Tituly a oslovení
- 5. srpna 1852 – 19. září 1853: Její královská Výsost Královská princezna Portugalská
- 19. září 1853 – 26. dubna 1871: Její královská Výsost Infantka Maria das Neves Portugalská
- 26. dubna 1871 – 29. září 1936: Její královská Výsost Vévodkyně ze San Jaime, infantka Portugalská
- 29. září 1936 – 14. února 1941: Její královská Výsost Vévodkyně vdova ze San Jaime, infantka Portugalská